# Мэйс, Рут
Рут Мэйс (англ. Ruth Mace; род. 9 октября 1961, Лондон) — британский антрополог. Доктор философии (1987). Профессор Университетского колледжа Лондона. Член Британской академии (2008).
Окончила Оксфорд и там же получила степень доктора философии по зоологии.
Ныне профессор эволюционной антропологии в Университетском колледже Лондона и руководитель группы эволюционной экологии человека (HEEG).
Приглашенный профессор Китайской АН (2014), а также Ланьчжоуского университета (2016—2019). В 2016—2019 президент EHBEA. Главред-основатель Evolutionary Human Sciences. Публиковалась в Nature. Соредактор The Evolution of Cultural Diversity: A Phylogenetic Approach (UCL Press, 2005).